# Mixiote

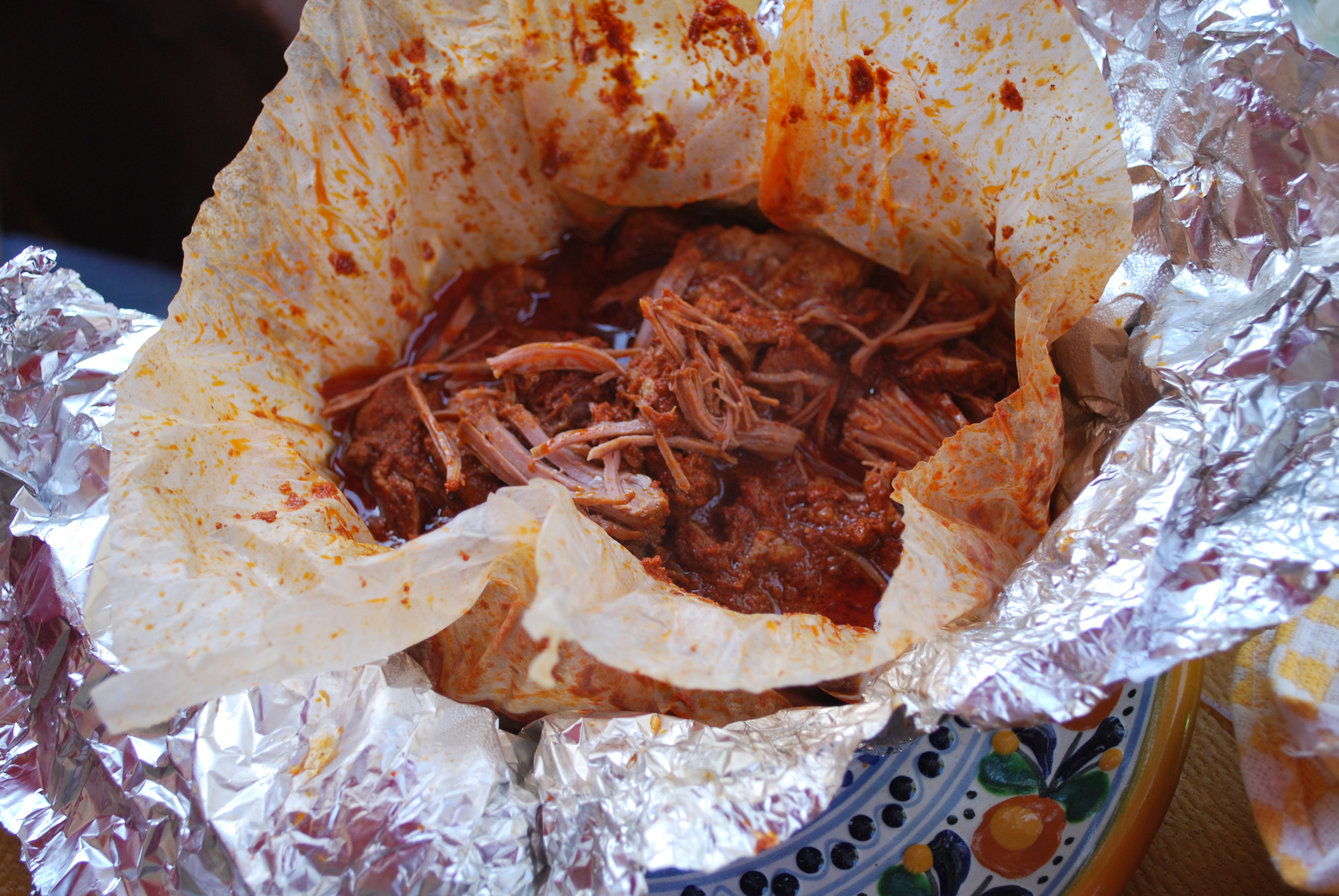
Mixiote de carne.

El mixiote o mexiote  es un platillo típico de México, consistente en carne enchilada cocida al vapor, envuelta en una película que se desprende de la penca del maguey pulquero (Agave salmiana). Esta película recibe el nombre de mixiote y a ella debe su nombre el platillo. 
La carne que se usa puede ser carnero, pollo, patitas de pollo, conejo, cerdo, res o dedos de pescado, y se cocina con alguna clase de salsa, normalmente de chiles y hierbas de olor, entre las que destaca la hoja de aguacate, laurel, tomillo, mejorana y orégano. Opcionalmente se añade adobo de achiote para acentuar el sabor y el color del platillo. En algunas ocasiones, los mixiotes pueden rellenarse con alguna guarnición, como nopales y papas. Existen algunas variedades exóticas de mixiote, como la ardilla rellena de escamoles originaria del valle del Mezquital o los mixiotes dulces, rellenos de frutas. 
La técnica de cocción y la idea misma de emplear la película del maguey pulquero para confeccionar el platillo son de origen prehispánico y los mixiotes constituyen en la actualidad uno de los platillos más representativos de la gastronomía de México. Se considera que son nativos del sur de la Altiplanicie Mexicana (los estados de Querétaro, Hidalgo, México, Tlaxcala, Puebla y la Ciudad de México) donde es tradicional el cultivo del maguey pulquero.
Se llega a encontrar como comida ofrecida en fiestas, jaripeos, charreadas, y en las ferias de pueblo, como en la Feria Ganadera de Texcoco, etcétera.